# NGC 1353
NGC 1353 是波江座以及波江座星系團的一個絮結螺旋星系。它距离地球约7000万光年。該星系是由威廉·赫歇爾于1784年12月9日发现的。NGC 1353在哈伯序列中屬於SBb。